# Class (film)
Pour les articles homonymes, voir Class.
Pour plus de détails, voir Fiche technique et Distribution.
Class ou Un collège de classe au Québec est un film américain réalisé par Lewis John Carlino, sorti en 1983.

## Synopsis
Un jeune universitaire étiqueté comme le souffre-douleur de sa faculté devient un garçon respecté et admiré le jour où il entame une relation passionnelle avec une femme mûre rencontrée dans un bar. Les choses se compliquent quand il découvre que sa maîtresse n'est autre que la mère de son compagnon de chambrée.

## Fiche technique
- Titre : Class
- Réalisation : Lewis John Carlino
- Scénario : Jim Kouf et David Greenwalt
- Photographie : Ric Waite
- Montage : Stuart H. Pappé
- Musique : Elmer Bernstein
- Production : Martin Ransohoff
- Société de production et de distribution : Orion Pictures
- Pays de production :  États-Unis
- Langue originale : anglais
- Format : couleur - 35 mm - Mono - 1,85:1
- Genre : Comédie dramatique
- Durée : 98 minutes
- Dates de sortie : 
  - États-Unis : 22 juillet 1983
  - France : 2 novembre 1983

## Distribution
- Andrew McCarthy (VF : Denis Boileau) : Jonathan Ogner
- Rob Lowe (VF : Patrick Poivey) : Franklin « Skip » Burroughs IV
- Jacqueline Bisset (VF : Béatrice Delfe) : Ellen Burroughs
- John Cusack (VF : Éric Legrand) : Roscoe Maibaum
- Cliff Robertson (VF : Michel Bardinet) : Franklin Burroughs III
- Alan Ruck : Roger Jackson
- Stuart Margolin (VF : Jacques Deschamps) : Balaban
- Remak Ramsay (VF : Sady Rebbot) : M. Kennedy
- Virginia Madsen (VF : Jeanine Forney) : Lisa
- Deborah Thalberg (VF : Catherine Lafond) : Susan
- Joan Cusack : Julia

## Autour du film
- Class est le premier succès de l'acteur Rob Lowe, après avoir été repéré par Francis Ford Coppola pour son film Outsiders.
- Andrew McCarthy et Rob Lowe, faisaient à l'époque de ce film, partie du Brat Pack.